# Association nationale des industriels
L'Association nationale des industriels de Hongrie (en hongrois Gyáriparosok Országos Szövetsége - GYOSZ) est une association nationale hongroise de défense de l'économie et des employeurs. 

## Histoire
L'association est fondée en 1902 par  Ferenc Chorin (en) et Sándor Hatvany-Deutsch (en) dans le but de représenter les intérêts de l'industrie manufacturière dans toutes les questions législatives majeures de politique économique, notamment douanière après la dissolution de l'Autriche-Hongrie, fiscale, mais encore concernant le développement industriel et la mise en place des premières institutions de sécurité sociale.
Son organe officiel est la revue Magyar Gyáripar. 
Dissoute sous le régime communiste, l'association est rétablie en 1990 après une interruption de 42 ans. Elle fusionne en 1998 avec l'Association des employeurs hongrois pour créer l'Association nationale des employeurs et des industriels (MGYOSZ).

## Sources, liens
- Site de l'"Association nationale des employeurs et des industriels" (MGYOSZ)
- Révai nagy lexikona Révai lexikon
- Tolnai világlexikona, Tolnai nagylexikon